# Kreis Wanzleben
| Basisdaten                              | Basisdaten                                                |
| --------------------------------------- | --------------------------------------------------------- |
| Bezirk der DDR                          | Magdeburg                                                 |
| Kreisstadt                              | Wanzleben                                                 |
| Fläche                                  | 454 km² (1989)                                            |
| Einwohner                               | 41.137 (1989)                                             |
| Bevölkerungsdichte                      | 91 Einwohner/km² (1989)                                   |
| Kfz-Kennzeichen                         | H und M (1953–1990) HW und MW (1974–1990) WZL (1991–1994) |
|                                         |                                                           |
| Der Kreis Wanzleben im Bezirk Magdeburg |                                                           |

Der Kreis Wanzleben war ein Landkreis im Bezirk Magdeburg der DDR. Von 1990 bis 1994 bestand er als Landkreis Wanzleben im Land Sachsen-Anhalt fort. Sein Gebiet liegt heute im Landkreis Börde in Sachsen-Anhalt. Der Sitz der Kreisverwaltung befand sich in Wanzleben.

## Geographie
Der Kreis Wanzleben lag in der Magdeburger Börde westlich von Magdeburg. Er grenzte im Uhrzeigersinn im Norden beginnend an die Kreise Haldensleben, Wolmirstedt, Stadtkreis Magdeburg, Schönebeck, Staßfurt und Oschersleben.

## Geschichte
Am 25. Juli 1952 kam es in der DDR zu einer umfangreichen Verwaltungsreform, bei der unter anderem die Länder der DDR ihre Bedeutung verloren und neue Bezirke eingerichtet wurden. Der damalige Landkreis Wanzleben gab Gemeinden an die Kreise Halberstadt, Oschersleben und Staßfurt ab. Aus dem verbleibenden Kreisgebiet wurde zusammen mit Teilen der Landkreise Haldensleben und Wolmirstedt der neue Kreis Wanzleben mit Sitz in Wanzleben gebildet. Der Kreis wurde dem neugebildeten Bezirk Magdeburg zugeordnet.
Am 17. Mai 1990 wurde der Kreis in Landkreis Wanzleben umbenannt. Anlässlich der Wiedervereinigung der beiden deutschen Staaten wurde der Landkreis 1990 dem wiedergegründeten Land Sachsen-Anhalt zugesprochen. Bei der ersten Kreisreform in Sachsen-Anhalt, die am 1. Juli 1994 in Kraft trat, ging er im Bördekreis auf.

## Einwohnerentwicklung
| Jahr      | 1960   | 1971   | 1981   | 1989   |
| Einwohner | 55.517 | 48.630 | 43.787 | 41.137 |

## Städte und Gemeinden
Dem Kreis Wanzleben gehörten die folgenden Städte und Gemeinden an:
| - Altenweddingen - Ampfurth - Bahrendorf - Bergen 1 - Beyendorf - Bottmersdorf - Dodendorf - Domersleben | - Drackenstedt - Dreileben - Druxberge - Eggenstedt - Eilsleben - Groß Germersleben - Groß Rodensleben - Hadmersleben, Stadt | - Hohendodeleben - Klein Oschersleben - Klein Rodensleben - Klein Wanzleben - Langenweddingen - Osterweddingen - Ovelgünne - Peseckendorf | - Remkersleben - Schwaneberg - Seehausen, Stadt - Sülldorf - Ummendorf - Wanzleben, Stadt - Wefensleben - Wormsdorf |

## Wirtschaft
Wichtige Betriebe waren unter anderen:
- VEB Zuckerfabrik Klein Wanzleben; (zuletzt Teil des Kombinats Zucker)
- VEB Getreidewirtschaft Wanzleben; (zuletzt Teil des Kombinats Getreidewirtschaft Magdeburg)
- VEB Saat- und Pflanzgut Klein Wanzleben
- VEB Brau- und Malzunion Hadmersleben; (zuletzt Teil des Getränkekombinats Magdeburg)
- VEB Hydraulik Seehausen; (zuletzt Teil des Kombinats ORSTA-Hydraulik)

## Verkehr
Die Autobahn Marienborn–Berliner Ring führte am nördlichen Rand des Kreises vorbei. Dem überregionalen Straßenverkehr dienten außerdem die F 71 von Magdeburg über Dodendorf nach Halle (Saale), die F 81 von Magdeburg über Langenweddingen nach Halberstadt, die F 245 von Halberstadt über Ummendorf nach Haldensleben sowie die F 246a von Eilsleben über Wanzleben nach Burg.
Dem Eisenbahnverkehr dienten die Strecken Marienborn–Eilsleben–Magdeburg, Magdeburg–Hadmersleben–Thale, Blumenberg–Schönebeck, Eilsleben–Wanzleben–Blumenberg und Eilsleben–Haldensleben.

## Kfz-Kennzeichen
Den Kraftfahrzeugen (mit Ausnahme der Motorräder) und Anhängern wurden von etwa 1974 bis Ende 1990 dreibuchstabige Unterscheidungszeichen, die mit den Buchstabenpaaren HW und MW begannen, zugewiesen. Die letzte für Motorräder genutzte Kennzeichenserie war HW 00-01 bis HW 17-25.
Anfang 1991 erhielt der Landkreis das Unterscheidungszeichen WZL. Es wurde bis zum 30. Juni 1994 ausgegeben. Seit dem 27. November 2012 ist es durch die Kennzeichenliberalisierung im Landkreis Börde erhältlich.